# The No-Gun Man
The No-Gun Man er en amerikansk stumfilm fra 1924 instrueret af Harry Garson.

## Medvirkende
- Maurice 'Lefty' Flynn som Robert Gerome Vincent
- William Quinn som Bill Kilgore
- Gloria Grey som Carmen Harroway
- Ray Turner som  Obediah Abraham Lincoln Brown
- Bob Reeves som Oklahoma George
- Harry McCabe
- J. Gordon Russell som Tom West